# Maurice Rollinat
Maurice Rollinat (født 29. december 1846 i Châteauroux, død 26. oktober 1903) var en fransk poet.